# Adina
Adina är ett hebriskt kvinnonamn som betyder smärt, späd, slank. Namnet kan också ses som en diminutivform av Ada. I Bibeln är Adina dock ett mansnamn, som bars av en krigsherre under kung David. Namnet har använts i Sverige sedan 1760-talet.
Den 31 december 2017 fanns 1 637 personer med förnamnet Adina folkbokförda i Sverige. Av dessa hade 664 det som tilltalsnamn.
Namnsdag i Sverige: saknas (1986-1992: 23 december, 1993-2001: 3 juli)

Namnsdag i Finland (finlandssvenska namnlängden): saknas

## Personer med namnet Adina
- Adina Fohlin, svensk fotomodell

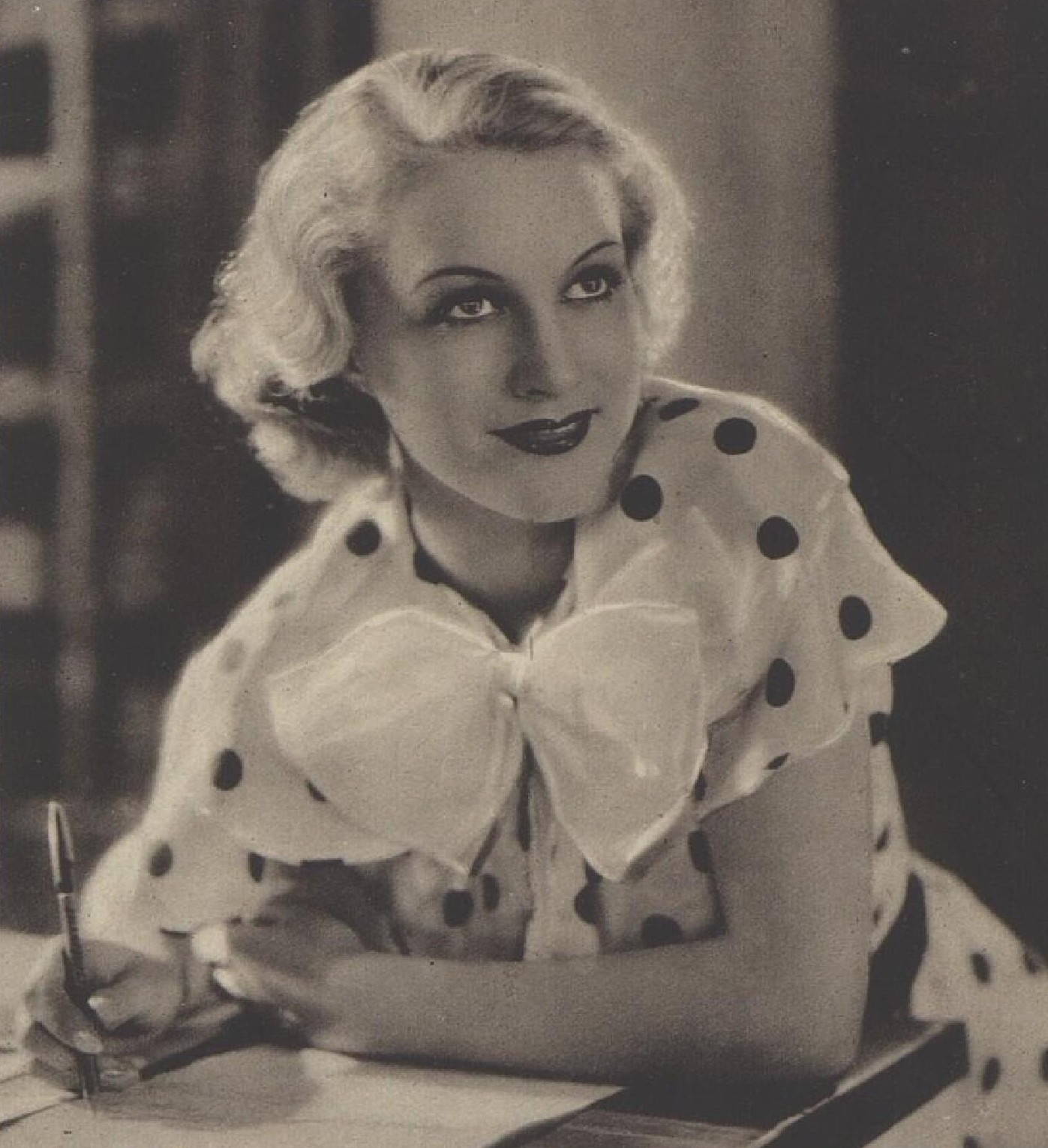
Adina Mandlová

- Adina Mandlová, tjeckisk skådespelerska
- Adina Sand, svensk konstnär